# Słoń
Słoń, in italiano L'elefante, è una raccolta di 28 racconti dello scrittore polacco Sławomir Mrożek, pubblicata nel 1957.
Caratterizzato da uno stile paradossale e ilare, Mrożek inventa una serie di brevi apologhi dove i personaggi si muovono attraverso una Polonia malata dall'interno, schiacciata dalla burocratizzazione, dalla retorica e dalla nevrosi sociale degli anni dello stalinismo. Senza il minimo accenno di nostalgia, lo scrittore dà sfogo alla sua giovanile satira, qui ancora in uno stile in fase di definizione ma già improntato a quell'umorismo che ne ha caratterizzato in seguito l'intera opera, anche teatrale.

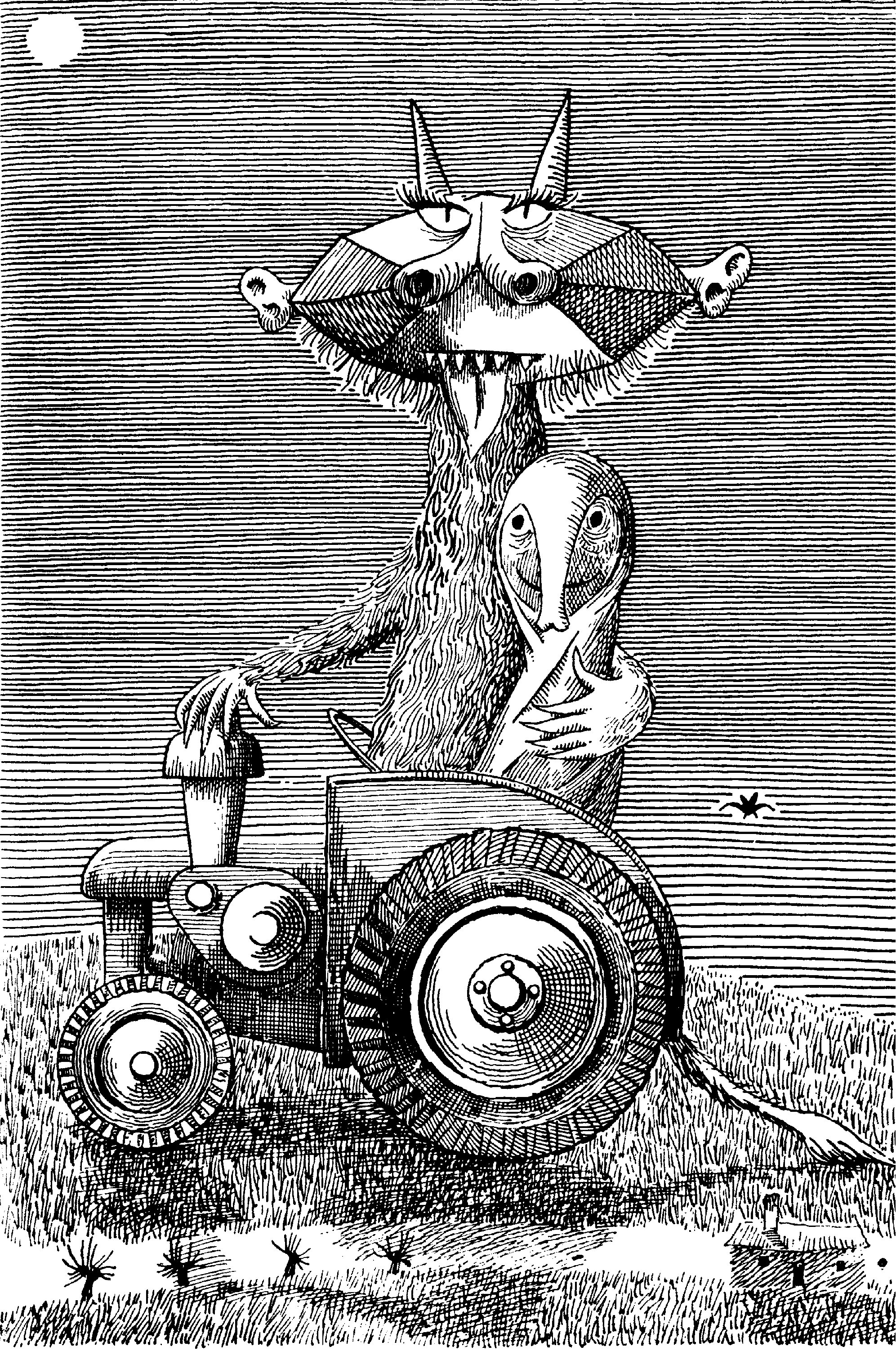
Illustrazione di Daniel Mróz per l'opera di Mrożek

I racconti:
- Nelle tenebre
- I ragazzi
- Il processo
- Il cigno
- Che peccato!
- Il Monumento al Milite Ignoto
- Il cruciverba
- Il tamburino
- La cooperativa "Mezzo Litro"
- Peer Gynt
- Lettera dalla casa dei vecchi
- L'ultimo degli Usseri
- I cavallini
- Il buon cittadino
- Il telegramma
- L'arte
- Il guardaboschi innamorato
- Primavera in Polonia
- La siesta
- L'elefante
- Cronaca di un assedio
- La domanda
- L'incontro
- La Commissione di leva
- La partenza
- Alla stazione
- La sorte del conte N.
- La mia barricata

## Edizioni
- Słoń - Wydawnictwo Literackie, Cracovia 1958
- L'elefante - Einaudi 1988